# Krynka (dopływ Oławy)
Krynka (Głęboki Rów, niem. Kryhn, Kernbach) – rzeka, prawy dopływ Oławy o długości 36,05 km.
Rzeka płynie w województwach dolnośląskim i opolskim. Okrąża Wzgórza Strzelińskie od wschodu. Wypływa w okolicach wsi Goworowice i, płynąc na północ, mija miejscowości: Kamiennik, Szklary, Sarby, Przeworno, Karszówek, Muchowiec. Do Oławy wpada poniżej Strzelina, naprzeciwko wsi Krzepice. Jej lewostronnymi dopływami są: Wigancicki Potok, Cierpicki Potok, Jegłówka i Kuropatnik, a prawostronnymi: Jagielna, Karnkowski Potok, Rożnowski Rów i dopływ spod Łojowic.
W roku 2006 oddano do użytku wybudowany na Krynce zbiornik przeciwpowodziowy Przeworno.